# David Crinitus z Hlavačova
David Crinitus z Hlavačova (též Vlasatý; 10. srpna 1531 Nepomuk – 6. dubna 1586 Rakovník) byl český prozaik a básník.

## Život
Pocházel z utrakvistické rodiny vrchnostenského úředníka. Působil od roku 1552 jako městský písař v Rakovníku, kde o sedm let později získal také městské právo. Roku 1562 byl povýšen do šlechtického stavu a začal tak používat přídomek „z Hlavačova“ podle místního hrádku Hlavačov. V Rakovníku vlastnil také pivovar a byl mistrem zdejšího cechu sladovníků. Byl podvakráte ženatý a trpěl podagrou. Pohřben je v rakovnickém kostele sv. Bartoloměje, ale jeho náhrobek byl roku 1603 zničen úderem blesku.

## Dílo
David Crinitus napsal řadu básní, česky i latinsky, a za oslavný spis Všech králů českých narození, též korunovaní získal od arcivévody Maxmiliána čestný titul „poeta laureatus“. Patřil do literárního okruhu Jana Hodějovského z Hodějova, působil i jako hudební skladatel a pro rakovnický kostel vydal žaltář. Další díla:
- Strom knížat a králů českých
- Fundationes et origines praeipuarum regni Bohemiae eidemque adiunctarum aliquot urbium (1575) – o původu nejvýznamnějších českých měst
- Píseň ku poctivosti všem šlechetným pannám a paním, kteréž jménem Zuzana nazvány jsou
- Psalmi regii vatis in odas redacti
- Canticum canticorum (1583)
- Vita Christi
- Hortulus animae – Rhytmy české a latinské na evangelia
- Pietalis puerilis initia (Pobožnosti dětinské začátkové) – latinské a české pobožné písně

V roce 2019 byla publikována nijak blíže nedoložená hypotéza prof. Zdenka F. Daneše, že – vzhledem k svému literárnímu nadání, vazbě na Zelenou Horu (narodil se v Nepomuku a jeho otec byl na zámku zaměstnán) a údajně i známosti s kronikářem Václavem Hájkem z Libočan – mohl být David Crinitus autorem Rukopisu královédvorského i Rukopisu zelenohorského.